# Verteilnetz (Telekommunikation)
Unter einem Verteilnetz versteht man in der Telekommunikation ein technisches Netz, das in der Lage ist, Informationen von einem Ursprung zu vielen Zielen zu versenden (Mehrpunktverbindung).
Bei Mehrpunktverbindungen lassen sich unterscheiden:
- das „Rundsenden“ (engl.: broadcast), bei dem Informationen an alle Empfänger gesendet werden; gewöhnlich realisiert mit einem Kommunikationsmedium, auf das beliebig viele Empfänger gleichzeitig zugreifen können, beispielsweise mittels Funk (darauf beruhen Rundfunk / Hörfunk und Fernsehen) oder mit einem LAN mit Bustopologie;
- das „Mehrfachsenden“ (engl.: multicast), bei dem die Informationen von einer Quelle nur zu einigen, ausgewählten Zielen befördert werden;  erfordert Kopierfunktionen, auf denen  beispielsweise das Versenden von E-Mail sowie Video on Demand beruhen; die Nachrichten können auch über Leitungsnetze zugestellt werden.

Verteilnetze haben typischerweise keine bidirektionalen Kanäle; der Informationsfluss ist also nur in eine Richtung möglich. Manchmal werden aber doch Rückkanäle mit geringeren Bandbreiten realisiert, um Steuerfunktionen zu ermöglichen. So war ADSL ursprünglich als Kommunikationstechnologie konzipiert, mit der das Abrufen von Videofilmen über die Telefonleitung möglich sein sollte. Daher stammt seine spezifische technische Ausprägung mit asymmetrische Bitraten: der Rückkanal überträgt nur die Steuerfunktionen einer Fernbedienung, die wenig Bandbreite erfordern.